# Jörg Puttlitz
Jörg Puttlitz (n. 25 august 1952, Hagen, Germania) este un canotor ce a reprezentat Germania, medaliat olimpic. A participat la 2 ediții ale Jocurilor Olimpice (1984, 1988) în care a câștigat o medalie de bronz.